# Champagnac-la-Rivière

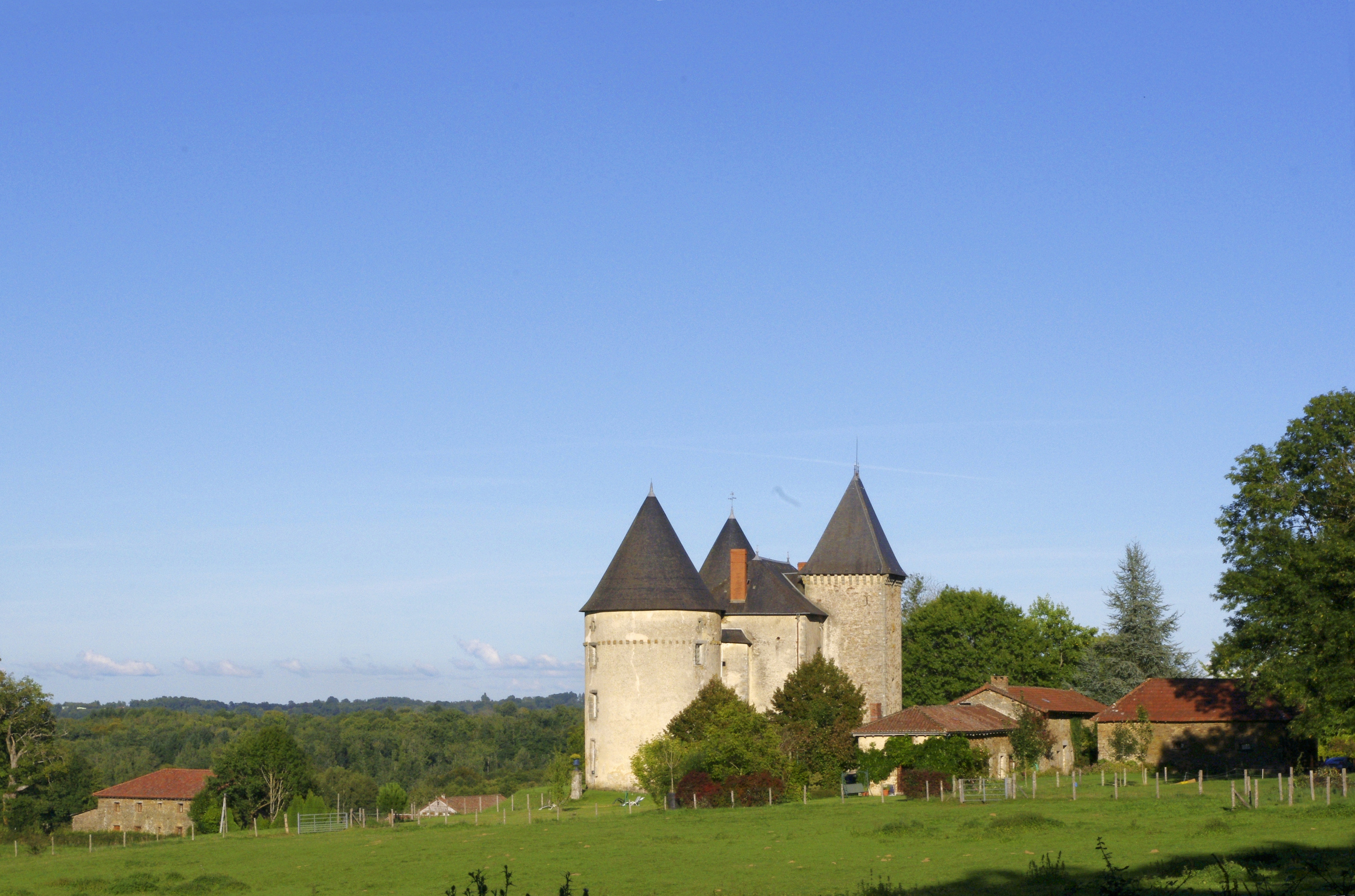
Kasteel

Champagnac-la-Rivière is een gemeente in het Franse departement Haute-Vienne (regio Nouvelle-Aquitaine) en telt 557 inwoners (1999). De plaats maakt deel uit van het arrondissement Rochechouart.

## Geografie
De oppervlakte van Champagnac-la-Rivière bedraagt 24,0 km², de bevolkingsdichtheid is 23,2 inwoners per km².
De onderstaande kaart toont de ligging van Champagnac-la-Rivière met de belangrijkste infrastructuur en aangrenzende gemeenten.

## Demografie
Onderstaande figuur toont het verloop van het inwonertal (bron: INSEE-tellingen).